# Assi Dajan

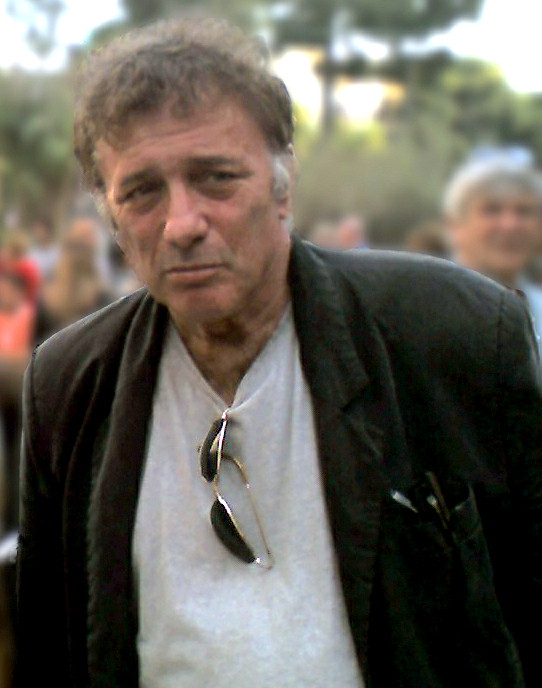
Assi Dajan (2007)

Asaf „Assi“ Dajan, auch Assi Dayan, (hebräisch אסף "אסי" דיין, * 23. November 1945 in Nahalal; † 1. Mai 2014 in Tel Aviv-Jaffa) war ein israelischer Regisseur, Schauspieler, Drehbuchautor und Produzent. Er gehörte zu den bekanntesten Filmschaffenden in Israel.

## Leben
Asaf Dajan war der jüngste Sohn des israelischen Politikers und Generals Mosche Dajan und seiner Frau Ruth Dajan. Seine Geschwister waren der Schriftsteller Ehud Dajan und die Schriftstellerin und Politikerin Jael Dajan. Assi Dajan war der Enkel des Politikers und Knesset-Abgeordneten Schmuel Dajan; seine Tante war Reuma Schwartz, die Frau des Luftwaffengenerals und israelischen Staatspräsidenten Ezer Weizman.
Assi Dajan war zeitweilig Schüler des Neuen Gymnasiums in Tel Aviv, das auch seine Schwester Jael besuchte. Nach dem Wehrdienst bei einem Fallschirmjäger-Bataillon studierte er Philosophie und Englische Literatur an der Hebräischen Universität Jerusalem. Seine schauspielerische Karriere begann Dajan 1967 mit einer Nebenrolle in dem Film Der Tag, an dem die Fische kamen. Seine erste größere Rolle hatte er noch im gleichen Jahr in Hu Halach B'Sadot. Der Durchbruch gelang dem Schauspieler dann mit dem amerikanischen Film Eine Reise mit der Liebe und dem Tod aus dem Jahr 1969. 1970 wurde er Opfer einer versuchten Flugzeugentführung in München-Riem.
Im Jom-Kippur-Krieg kämpfte Dajan als Reservist. Einem größeren internationalen Publikum wurde Dajan bekannt als Raffi Amir in Delta Force und mit dem Actionthriller Operation Thunderbolt.
Zunächst spielte Dajan in seinen Filmen heroische Soldaten und festigte damit das Bild der israelischen Armee in der israelischen Öffentlichkeit. Mit seiner Rolle als Gefangener in Uri Barbashs Film Jenseits der Mauern begann sich dieses Bild ab 1984 zu wandeln. Er wandte sich nun immer stärker neuen Rollen zu, wie etwa der des Mickey Baum in Die 92 Minuten des Herrn Baum. 2007 spielte er eine viel beachtete Hauptrolle in dem Film Jellyfish – Vom Meer getragen. In den späteren Jahren widmete sich Dajan auch dem Fernsehen, so war er in Israel in einer Hauptrolle in der Serie BeTipul zu sehen, die später als In Treatment – Der Therapeut für das US-Fernsehen adaptiert wurde.
Seit 1973 arbeitete Dajan auch als Filmregisseur und drehte 16 Filme. Sein bekanntestes Werk ist das Drama Life According to Agfa – Nachtaufnahmen, das im Jahr 1993 bei der 43. Berlinale als Wettbewerbsbeitrag lief und eine lobende Erwähnung erhielt. In diesem Film zeichnet er ein düsteres Bild der israelischen Gesellschaft. Der Film gilt laut Haaretz als einer der wichtigsten Filme des israelischen Kinos. 1999 war Dajan Mitglied der Berlinale-Jury.
2013 drehte Dajan mit Life as a Rumor einen autobiografischen Dokumentationsfilm. Seinen letzten Filmauftritt hatte er 2011 in Finita la commedia als Ludwig van Beethoven.

## Privates
Dajan war drei Mal verheiratet und wurde Vater von vier Kindern.
2009 wurde Dajan wegen Drogenbesitzes und Körperverletzung angeklagt und erhielt eine einjährige Bewährungsstrafe.

## Auszeichnungen
Dajan gewann den Ophir Award als Bester Schauspieler für die Rolle des Mickey Baum in Die 92 Minuten des Herrn Baum. 1998 erhielt er einen Preis für sein Lebenswerk beim Jerusalem Film Festival.

## Filmografie (Auswahl)
Schauspieler
- 1969: Eine Reise mit der Liebe und dem Tod (A Walk With Love and Death)
- 1970: Versprechen in der Dämmerung (Promesse à l’aube)
- 1975: Von allen Hunden gehetzt (The Sellout)
- 1977: Operation Thunderbolt (Mivtsa Yonatan)
- 1979: Agenten kennen keine Tränen (A chi tocca, tocca…!)
- 1979: Moments (Moments)
- 1984: Jenseits der Mauern (Me'achorei hasoragim)
- 1984: Wenn es Nacht wird (Ad soff halayla)
- 1992: Life According to Agfa – Nachtaufnahmen (Life According to Agfa)
- 1990: Final Take Off – Der letzte Kampf im Cockpit
- 1997: Die 92 Minuten des Herrn Baum (The 92 Minutes of Mr. Baum)
- 2007: Jellyfish – Vom Meer getragen (Meduzot)
- 2007: Liebesleben (Haye ahavah)
- 2007: Mein Vater, mein Herr (Hofshat kaits)

Regisseur
- 1973: Crime on Delivery
- 1975: Saint Cohen (auch Produzent)
- 1976: Halfon Hill Doesn’t Answer (auch Produzent)
- 1976: Beautiful Troubles
- 1979: The Hit
- 1980: King for a Day
- 1981: Israel Forever
- 1983: Final Exams
- 1986: The Good, The Bad, and the Not So Bad (auch als Produzent)
- 1987: Photo Romance (auch als Produzent)
- 1992: Life According to Agfa – Nachtaufnahmen (Life According to Agfa) (auch Drehbuch)
- 1994: Electric Blanket
- 1997: Die 92 Minuten des Herrn Baum (The 92 Minutes of Mr. Baum)
- 1998: How to Cover Your Ass
- 2002: The Gospel According to God
- 2011: Dr. Pomerantz (auch Schauspieler)

Drehbuchautor
- 1990: Final Take Off – Der letzte Kampf im Cockpit (Where Eagles Fly)
- 2014: The Angriest Man in Brooklyn